# Chełchy (Świętajno)
Chełchy (deutsch Chelchen, 1938–1945 Kelchen) ist ein Dorf in der polnischen Woiwodschaft Ermland-Masuren, das zur Landgemeinde Świętajno (Schwentainen) im Powiat Olecki (Kreis Oletzko, 1933–1945 Kreis Treuburg).

## Geographische Lage
Chełchy liegt am Nordufer des Chelcher Sees (1938–1945 Kelchener See, polnisch Jezioro Chełchy) im Osten der Woiwodschaft Ermland-Masuren. Bis zur Kreisstadt Olecko (Marggrabowa, 1928–1945 Treuburg) sind es 15 Kilometer in östlicher Richtung.

## Geschichte
Das einst Chelchen genannte kleine Gutsdorf wurde 1558 gegründet. Zur Unterscheidung vom nur wenige Kilometer weiter nördlich gelegenen, ebenfalls Chełchy (Chelchen, 1938–1945 Vorbergen) genannten Ort fügte man vor 1938 den Zusatz Kirchspiel Schwentainen und bei Duneyken an.
Das Gut mit seinen Ländereien gehörte im 17. Jahrhundert der Familie von Lehndorff. 1828 erwarb es ein Herr Seydel für 12.300 Taler, und die nachfolgenden Generationen seiner Familie lebten hier bis 1945.
Der Gutsbezirk Chelchen wurde 1874 in den neu errichteten Amtsbezirk Duneyken (polnisch Dunajek) eingegliedert, der – 1938 in Amtsbezirk Duneiken geändert – bis 1945 bestand und zum Kreis Oletzko (1933–1945 Kreis Treuburg) im Regierungsbezirk Gumbinnen der preußischen Provinz Ostpreußen gehörte. Zum Gutsbezirk gehörten auch die Wohnplätze Forsthaus, Krug, Meierei, Norden und Süden (Stand: 1905). Im Jahr 1910 zählte Chelchen bei Duneyken 196 Einwohner.
Aufgrund der Bestimmungen des Versailler Vertrags stimmte die Bevölkerung im Abstimmungsgebiet Allenstein, zu dem Chelchen gehörte, am 11. Juli 1920 über die weitere staatliche Zugehörigkeit zu Ostpreußen (und damit zu Deutschland) oder den Anschluss an Polen ab. In Chelchen stimmten 172 Einwohner für den Verbleib bei Ostpreußen, auf Polen entfiel keine Stimme.
Am 30. September 1928 gab Chelchen seine Eigenständigkeit auf und wurde in den Nachbarort Duneyken (1938–1945 Duneiken, polnisch Dunajek) eingemeindet. Am 3. Juni (offiziell bestätigt am 16. Juli) des Jahres 1938 änderte es seinen Namen in das – in den Augen der politischen Ideologen nicht so fremdländisch erscheinende – Kelchen.
Im Jahr 1945 kam das Dorf in Kriegsfolge mit dem gesamten südlichen Ostpreußen zu Polen und trägt jetzt die polnische Namensform Chełchy. Heute ist das Dorf Sitz eines Schulzenamtes (polnisch sołectwo) und ist somit eine Ortschaft im Verbund der Landgemeinde Świętajno (Schwentainen) im Powiat Olecki (Kreis Oletzko, 1933–1945 Kreis Treuburg), vor 1998 der Woiwodschaft Suwałki, seither der Woiwodschaft Ermland-Masuren zugehörig.
Das einstige Gutshaus mit seinen 21 Zimmern fiel dem Krieg zum Opfer, lediglich die Wirtschaftsgebäude können noch genutzt werden.

## Religionen
Vor 1945 war Chelchen in die evangelische Kirche Schwentainen in der Kirchenprovinz Ostpreußen der Evangelischen Kirche der Altpreußischen Union und in die katholische Pfarrkirche Marggrabowa (1928–1945 Treuburg) im Bistum Ermland eingepfarrt.
Heute gehört Chełchy zur evangelischen Kirchengemeinde Wydminy (Widminnen), einer Filialgemeinde der Pfarrei Giżycko (Lötzen) in der Diözese Masuren der Evangelisch-Augsburgischen Kirche in Polen bzw. zur katholischen Pfarrkirche Świętajno (Schwentainen) im Bistum Ełk (Lyck) der Römisch-katholischen Kirche in Polen.

## Verkehr
Chełchy liegt verkehrsgünstig an einer Nebenstraße, die die Woiwodschaftsstraße DW 655 bei Dunajek (Duneyken, 1938–1945 Duneiken) mit der polnischen Landesstraße DK 65 (einstige deutsche Reichsstraße 132) bei Kowale Oleckie (Kowahlen, 1938–1945 Reimannswalde) verbindet. Eine Bahnanbindung existiert nicht mehr, seit die Bahnstrecke Kruglanken–Marggrabowa (Oletzko)/Treuburg (polnisch Kruklanki–Olecko) mit der nächstgelegenen Bahnstation Duneyken/Duneiken in Kriegsfolge nicht mehr betrieben wird.